# Redrum
«Redrum» (estilizado como «redruM») es una canción de la cantautora rumana Sorana, y el DJ y productor francés David Guetta, estrenada como sencillo en formato digital y streaming el 20 de enero de 2022 a través de Atlantic Records. Fue escrita por la intérprete, Jeffrey Bhasker, Mikkel Cox, Thomas Eriksen, Tobias Frederiksen, Malik Jones, Mr Hudson, Julia Karlsson, Scott Mescudi, Benjamin McIldowie, Anton Rundberg, Rollo Spreckley, Giorgio Tuinfort, Kanye West, Ernest Wilson y Guetta, mientras que este último se encargó de la producción junto con Toby Green y Mike Hawkins. «Redrum» es una pista dance pop que trata acerca de un triángulo amoroso y la angustia que puede desencadenar como consecuencia de ello; el tema interpola el estribillo de la canción de West, «Heartless» (2008).
Tras su lanzamiento, «Redrum» recibió comentarios positivos por parte de la crítica especializada que alabo su sonido pegadizo, así como la interpretación vocal de Sorana y su producción. Guetta publicó el video oficial del sencillo en su canal de YouTube en el día de su estreno. Filmado por Andra Marta, Alexandru Mureșan y Cristina Poszet, el metraje muestra a Sorana siendo perseguida por sus propios clones en los pasillos de un hotel. La crítica comparó el videoclip y el vestuario de la cantante con la película de 1980 El resplandor y el personaje de anime Sailor Moon, respectivamente. Desde el punto de vista comercial, «Redrum» alcanzó el puesto número 26 en Croacia.

## Antecedentes y composición

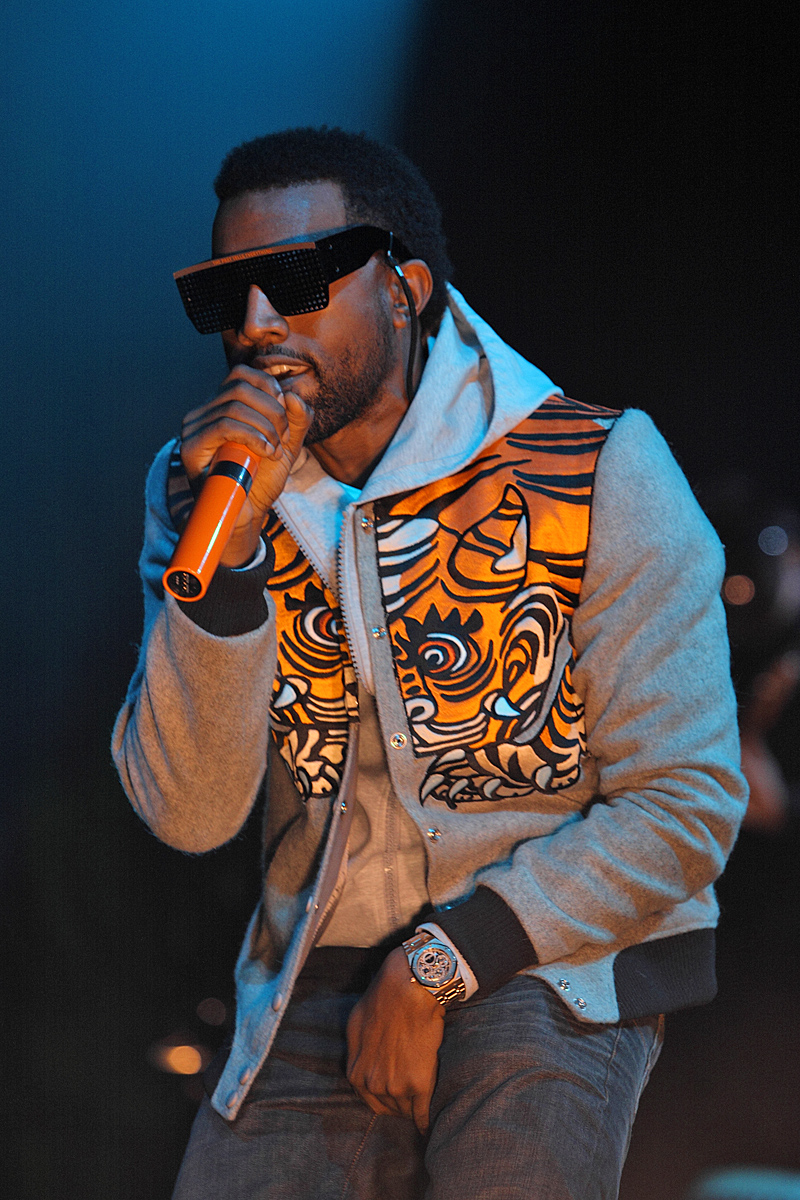
«Redrum» interpola el estribillo de «Heartless» (2008) de Kanye West (imagen); el rapero concedió el permiso para usarlo.

Sorana es una cantante y compositora rumana. Dejó su país natal para seguir una carrera musical, por lo que se mudó a Londres y más tarde a Los Ángeles. Su catálogo como compositora incluye los sencillos «Takeaway» (2019) de Chainsmokers, Illenium y Lennon Stella, «OMG What's Happening» (2020) de Ava Max, y «Heartbreak Anthem» (2021) de Galantis, David Guetta y Little Mix. Además, Sorana colaboró como artista invitada en la canción de Alan Walker, «Lost Control», perteneciente al primer álbum de estudio de Walker, Different World (2018).
«Redrum», su primer sencillo con Atlantic Records, se estrenó en formato digital y streaming el 20 de enero de 2022, en colaboración con Guetta. Fue escrita por la intérprete, Jeffrey Bhasker, Mikkel Cox, Thomas Eriksen, Tobias Frederiksen, Malik Jones, Mr Hudson, Julia Karlsson, Scott Mescudi, Benjamin McIldowie, Anton Rundberg, Rollo Spreckley, Giorgio Tuinfort, Kanye West, Ernest Wilson y Guetta, mientras que este último se encargó de la producción junto con Toby Green y Mike Hawkins. West concedió el permiso para interpolar el estribillo de su canción «Heartless» (2008) en «Redrum», por lo que Jones, Mescudi y Wilson también se encuentran acreditados. El título del tema, «Redrum», es básicamente la frase «Murder» («asesinato» en español) al revés, asociada a una escena la película de 1980 El resplandor. «Redrum» es una pista dance pop, respaldada por un sintetizador «pesado» y un bajo armónico, cortesía de Guetta.

Cuenta la historia de dos personas que se enamoran del mismo individuo. Al final, uno será feliz en el amor y el otro estará desconsolado. En la letra, comparo el dolor de la angustia con un asesinato porque, según mi experiencia, las angustias han sido duras y difíciles de superar. La canción es una versión irónica de cómo las personas reaccionan dramáticamente ante la angustia. El amor viene y va, así que también podemos disfrutarlo mientras dure.
Sorana comentando sobre el mensaje de «Redrum»

El 4 de febrero de 2022, el DJ británico MistaJam publicó una remezcla de «Redrum». Nicole Pepe, del sitio web We Rave You, comentó que «entrega una nueva aura en comparación a la versión original al agregar más sintetizadores hipnóticos y espaciales, y un tempo más rápido y vanguardista»; también señaló una «melodía subyacente más oscura», acompañada por «sonidos de EDM propios de la década de 2000». El productor alemán Robin Schulz también lanzó su propia remezcla el 16 de febrero de 2022; Rachel Narozniak, de Dancing Astronaut la describió como una «versión impulsada por el ritmo de la original que mantiene el atractivo presente y fácil de escuchar [...] aunque incrementa su ritmo un poco».

## Recepción
Tras su lanzamiento, «Redrum» recibió comentarios positivos por parte de la crítica especializada. Michael Major, de BroadwayWorld, la etiquetó como «ineludiblemente pegadiza», mientras que Ellie Mullins, de We Rave You, comentó que «la angustia en su letra se transmite perfectamente a través de la pasión de la impresionante voz de la cantante». Con respecto a la participación de Guetta, afirmó que «entrega un paisaje sonoro apasionado e intrincado que permite que su talento brille al máximo». Nassim Aziki, de la estación francesa Fun Radio, elogió su «estribillo poderoso» y agregó que la voz «terriblemente hermosa» de Sorana recuerda mucho a la cantante australiana Sia. Otro periodista de la estación comparó a «Redrum» con otras canciones del catálogo de Guetta como «Dangerous» (2014) y «Flames» (2018). El sitio web CelebMix declaró que la canción «muestra maravillosamente la habilidad de Sorana para los ganchos pegadizos y la interpretación ingeniosa, [...] así como la capacidad de Guetta para crear producciones elegantes. Está hecha para reproducirse una y otra vez y se quedará atrapada en tu cabeza por un buen tiempo».

## Video musical
Guetta publicó el video oficial de «Redrum» en su canal de YouTube el 20 de enero de 2022. Andra Marta, Alexandru Mureșan y Cristina Poszet se encargaron del rodaje, mientras que Mureșan se desempeñó también como director de fotografía y Nicoleta Darabană como doble de Sorana. El metraje empieza con una pantalla de televisión borrosa que muestra el título de la canción. Luego, se ve a Sorana acostada en el piso de una habitación con luces pulsantes y arte pop, cortesía de Guetta; a medida que se acerca a la televisión, un clon de ella misma la sostiene por la boca. Posteriormente, Sorana se encuentra en el pasillo de un hotel al estilo de la década de 1980 junto a su clon, que viste un traje blanco, trenzas azul neón y uñas largas, y además porta un cuchillo en sus manos cubiertas por un líquido rosa. El clon procede a perseguir a Sorana por el pasillo, donde se ven varios retratos de Guetta. Aunque Sorana huye y se esconde, finalmente se encuentran cara a cara y pelean. Más tarde, se muestra a la cantante en una bañera con líquido rosa donde se ahoga antes de que el video termine con una toma de Sorana en la habitación que se muestra al principio, con sus manos y su atuendo completamente cubiertos por el líquido rosa.
La crítica comparó el hotel con el de la película El resplandor y la apariencia de Sorana con el personaje de anime Sailor Moon. Major etiquetó el video como «oscuro y retorcido», mientras que Aziki describió el vestuario de la cantante como «muy extravagante». Rachel Kupfer, del sitio web EDM.com, afirmó que el clon era la «nueva novia asesina» de la expareja de Sorana y añadió que el video tenía una «moda y dramatismo futuristas, con un aura alienígena que está fuera de serie». Un periodista de CelebMix elogió el metraje y lo calificó como «uno de los videos musicales estéticamente más agradables que hemos visto en los últimos meses».

## Formatos
| Versiones oficiales |                               |          |  |
| N.º                 | Título                        | Duración |  |
| 1.                  | «Redrum»                      | 2:52     |  |
| 2.                  | «Redrum» (MistaJam Remix)     | 3:03     |  |
| 3.                  | «Redrum» (Robin Schulz Remix) | 2:56     |  |

## Personal
| Créditos técnicos - Jeffrey Bhasker – composición - Ron Cabiltes – sampler - Pedro Calloni – mezcla vocal - Mikkel Cox – composición - Scott Desmarais – asistente de audio - Thomas Eriksen – composición - Robin Florent – asistente de audio - Tobias Frederiksen – composición - Chris Galland – ingeniero de audio - Toby Green – productor - David Guetta – composición, productor - Mike Hawkins – productor - Jeremie Inhaber – asistente de audio - Malik Jones – composición - Mr Hudson – composición - Julia Karlsson – composición - Michelle Mancini – masterización - Manny Marroquin – mezcla de audio - Scott Mescudi – composición - Benjamin McIldowie – composición - Sorana Păcurar – voz, composición - Madalin Roșioru – ingeniería vocal - Anton Rundberg – composición - Rollo Spreckley – composición - Giorgio Tuinfort – composición - Kanye West – composición - Ernest Wilson – composición - Danny Zook – sampler | Créditos visuales - Dragoș Constantine – estilista, diseño de moda - Nicoleta Darabană – doble - Ilina Dumitru – estilista - Malvina Isfan – maquillaje - Andra Marta – dirección, edición - Alexandru Mureșan – dirección, cinematografía, etalonaje digital - Hilke Muslim – estilista, diseño de moda - Trevor Joseph Newton – asistente de rodaje - Cristina Poszet – dirección - Cătălina Stoica – estética de uñas |

Adaptado de Tidal y YouTube.

## Posicionamiento en listas
| Croacia | HRT | 26 |

## Historial de lanzamiento
| País  | Fecha                 | Formato(s)                 | Versión            | Discográfica | Ref.   |
| ----- | --------------------- | -------------------------- | ------------------ | ------------ | ------ |
| Mundo | 20 de enero de 2022   | Descarga digital streaming | Original           | Atlantic     | [ 2 ]  |
| Mundo | 4 de febrero de 2022  | Descarga digital streaming | MistaJam Remix     | Atlantic     | [ 8 ]  |
| Mundo | 17 de febrero de 2022 | Descarga digital streaming | Robin Schulz Remix | Atlantic     | [ 17 ] |